# Jean-Pierre i Luc Dardenne
Jean-Pierre Dardenne (ur. 21 kwietnia 1951 w Liège) i Luc Dardenne (ur. 10 marca 1954 w Liège) – belgijscy bracia, twórcy filmowi, wspólnie reżyserują, produkują oraz piszą scenariusze własnych filmów.

## Życiorys
Od 1978 Dardenne’owie tworzyli filmy dokumentalne, jednak międzynarodowy rozgłos zyskali w połowie lat 90. kameralnymi filmami fabularnymi. Pierwszym sukcesem braci była Obietnica (1996). Później dwukrotnie zdobyli Złotą Palmę na 52. i 58. MFF w Cannes – za filmy Rosetta (1999) i Dziecko (2005). Otrzymali również Grand Prix na 64. MFF w Cannes za film Chłopiec na rowerze (2011) oraz nagrodę za reżyserię na 72. MFF w Cannes za film Młody Ahmed (2019).
Tematami filmów braci Dardenne są problemy społeczne, jednak – jak sami mówią – są to historie ludzi uwikłanych w skomplikowane sytuacje, a nie ilustracje typowych problemów klasowych czy związanych z imigracją, z których można wyciągać ogólne wnioski polityczne lub przesłanki do krytyki systemu.
Jean-Pierre z wykształcenia jest aktorem, Luc studiował filozofię. Mają dwie siostry, jedna zajmuje się scenografią w teatrze, druga jest pielęgniarką w szpitalu w Paryżu.
Przewodniczyli obradom jury sekcji "Cinéfondation" na 53. MFF w Cannes (2000) oraz Złotej Kamery na 59. MFF w Cannes (2006). Jean-Pierre był również ponownie przewodniczącym jury sekcji "Cinéfondation" na 65. MFF w Cannes (2012).

## Filmografia

### reżyseria i scenariusz
- 2022: Tori i Lokita (Tori et Lokita)
- 2019: Młody Ahmed (Le jeune Ahmed)
- 2016: Nieznajoma dziewczyna (La fille inconnue)
- 2014: Dwa dni, jedna noc (Deux jours, une nuit)
- 2011: Chłopiec na rowerze (Le gamin au vélo)
- 2008: Milczenie Lorny (Le silence de Lorna)
- 2007: Kocham kino (nowela „Dans l'Obscurité”) (Chacun son cinéma ou Ce petit coup au coeur quand la lumière s'éteint et que le film commence)
- 2005: Dziecko (L'enfant)
- 2002: Syn (Le fils)
- 1999: Rosetta
- 1996: Obietnica (La promesse)
- 1992: Je pense à vous
- 1987: Falsch

## Nagrody i nominacje
Obietnica
- 22. ceremonia wręczenia Cezarów − nominacja: najlepszy film zagraniczny (Belgia)
- 2. ceremonia wręczenia Satelitów − nominacja: najlepszy film zagraniczny (Belgia)

Rosetta
- 52. MFF w Cannes − Złota Palma
- 52. MFF w Cannes − Nagroda Jury Ekumenicznego
- 12. ceremonia wręczenia Europejskich Nagród Filmowych − nominacja: Najlepszy Europejski Film
- 16. ceremonia wręczenia Independent Spirit Awards − nominacja: najlepszy film zagraniczny

Syn
- 55. MFF w Cannes − Nagroda Jury Ekumenicznego
- 55. MFF w Cannes − nominacja: Złota Palma
- 15: ceremonia wręczenia Europejskich Nagród Filmowych − nominacja: Nagroda Publiczności za najlepszą reżyserię

Dziecko
- 58. MFF w Cannes − Złota Palma
- 31. ceremonia wręczenia Cezarów − najlepszy film
- 31. ceremonia wręczenia Cezarów − najlepsza reżyseria
- 31. ceremonia wręczenia Cezarów − najlepszy scenariusz oryginalny
- 18. ceremonia wręczenia Europejskich Nagród Filmowych − nominacja: Najlepszy Europejski Film
- 18. ceremonia wręczenia Europejskich Nagród Filmowych − nominacja: Nagroda Publiczności za najlepszy film

Milczenie Lorny
- 61. MFF w Cannes − Nagroda za najlepszy scenariusz
- 61. MFF w Cannes − nominacja: Złota Palma
- 34. ceremonia wręczenia Cezarów − nominacja: najlepszy film zagraniczny (Belgia)

Chłopiec na rowerze
- 64. MFF w Cannes − Wielka Nagroda Jury
- 64. MFF w Cannes − nominacja: Złota Palma
- 24. ceremonia wręczenia Europejskich Nagród Filmowych − Najlepszy Europejski Scenarzysta
- 24. ceremonia wręczenia Europejskich Nagród Filmowych − nominacja: Najlepszy Europejski Film
- 24. ceremonia wręczenia Europejskich Nagród Filmowych − nominacja: Najlepszy Europejski Reżyser
- 26. ceremonia wręczenia Independent Spirit Awards − nominacja: najlepszy film zagraniczny
- 16. ceremonia wręczenia Satelitów − nominacja: najlepszy film zagraniczny (Belgia)